# Roger Carcassonne (Politiker)
Roger Carcassonne (* 15. Juni 1903 in Salon-de-Provence; † 28. November 1992 ebenda) war ein französischer Politiker. Er war von 1946 bis 1971 Mitglied des Conseil de la République und des daraus hervorgehenden Senats.
Carcassonne studierte in Aix-en-Provence Jura und arbeitete als Anwalt in seiner Heimatstadt Salon-de-Provence. Als 20-Jähriger trat er der SFIO bei. 1931 trat er für die Partei bei den Wahlen zum Generalrat an, konnte aber erst bei den folgenden Wahlen im Jahr 1937 darin einziehen. 1940 trat er nach der Besetzung Frankreichs durch die Wehrmacht von seinem Mandat zurück. 1943 konnte er der Verhaftung durch die Gestapo entgehen, wurde aber im Mai 1944 in Nancy gefasst. Bei den ersten Wahlen nach der Befreiung Frankreichs zog er 1945 erneut in den Generalrat ein. 1946 war er bei den Wahlen zum Conseil de la République Spitzenkandidat der SFIO im Département Bouches-du-Rhône. 1948 und 1955 wurde er wiedergewählt. Als aus dem Conseil de la République 1959 der Senat wurde, konnte Carcassonne erneut gewählt werden. Von 1959 bis 1968 war er neben seinem politischen Wirken auch am obersten Gerichtshof als Richter tätig. 1971 entschied er sich, nicht erneut für den Senat zu kandidieren. Er blieb allerdings bis 1982 Mitglied des Generalrats und war zudem für drei Jahre Mitglied des Regionalrats. Carcassonne, der eng mit Gaston Defferre befreundet war, wurde 1990 zum Mitglied der Ehrenlegion ernannt. Er starb 1992.